# Jens-Uwe Krause (Moderator)

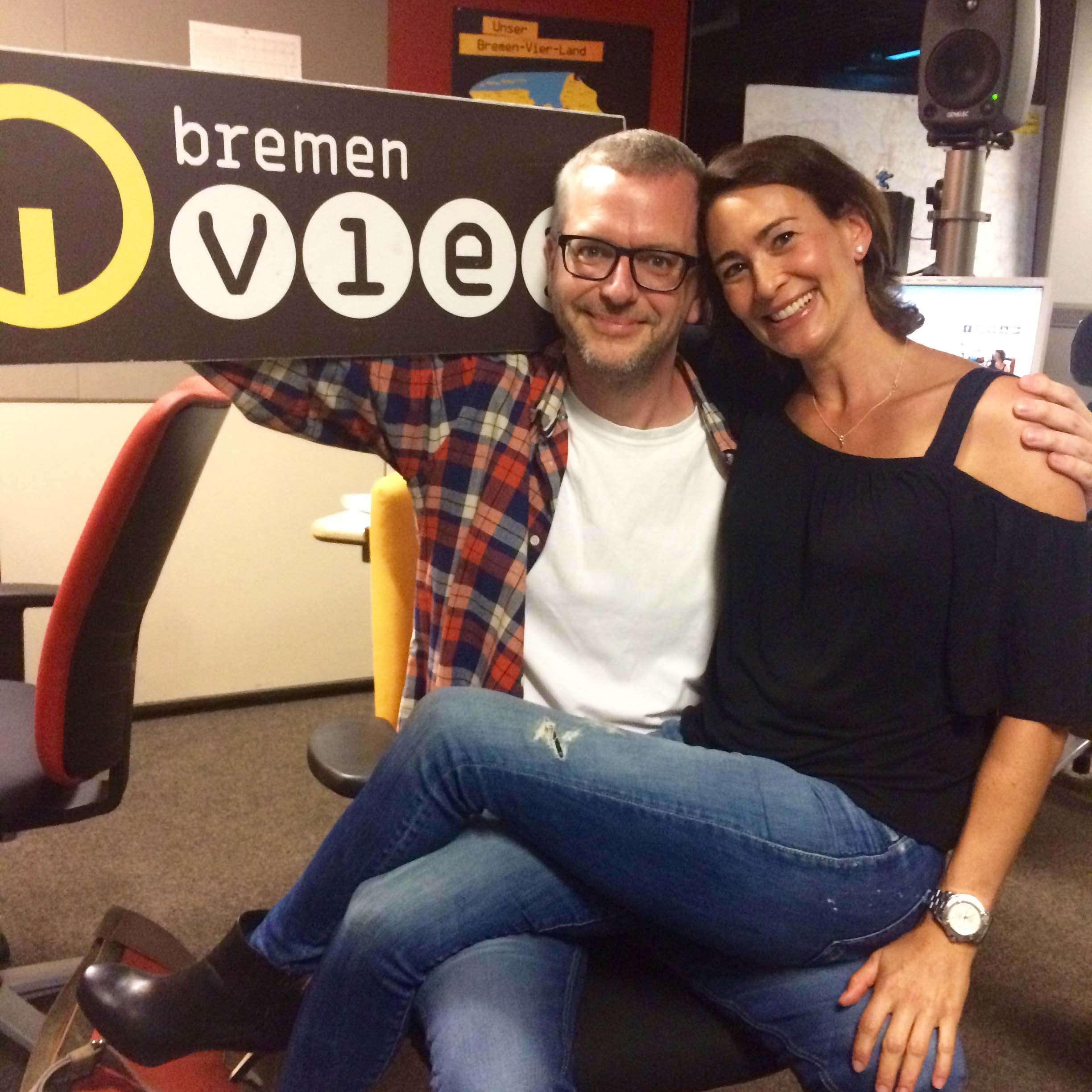
Jens-Uwe Krause im Studio von Radio Bremen Vier zusammen mit Eske Wunder

Jens-Uwe Krause (* 21. April 1970 in Hannover) ist ein deutscher Hörfunkmoderator.

## Biografie
Krause besuchte die Johanna-Friesen-Grundschule, die Orientierungsstufe Martensplatz und die Humboldtschule Hannover. Nach dem Abitur 1989 absolvierte er seinen Zivildienst und begann anschließend ein Germanistikstudium, das er nach einem Semester abbrach. Durch ein Foto auf einem Bewerbungsschreiben für ein Praktikum, auf dem Krause einen Big Mac im Mund hatte, wurde der niedersächsische Hörfunksender Hitradio Antenne auf den jungen Hannoveraner aufmerksam. Nach dem Praktikum absolvierte er ein zweijähriges Volontariat beim Sender und war bis Ende 1993 als Redakteur und Ansager tätig. 1994 wechselte er zum Jugendfunk Bremen Vier.
Dort moderierte er unter anderem die Sendungen T-Time mit der Mr.-President-Frontfrau T-Seven, Rocktelefon, Hörer-Mix, Newsbox, Netchat, Die Nullnummer, Die Morgenshow: Der Dicke und der Dünne und die Sendung Gefühlsecht. Seit einigen Jahren ist er festangestellter Mitarbeiter bei Radio Bremen. Im Internet wurde er vor allem durch die Morgenshow Nachlese, einem täglichen Podcast, bekannt. Auch war er regelmäßig Teil eines der ersten deutschen Podcasts, Schlaflos in München von Annik Rubens. Hier sprach er im Rahmen der Rubrik Podvela – Juks und Anniks Wege zum Glück Briefe für Annik ein, die im Podcast gespielt wurden.
2008, nach der Geburt seiner Tochter, legte er eine einjährige Elternzeit ein und gab die Moderation der Morgenshow und der Sendung Gefühlsecht ab. Von 2010 bis 2016 moderierte er gemeinsam mit Daniela Sadri die Morgensendung Vier beginnt auf Bremen Vier, im Wechsel mit Roland Kanwicher und Rieke Bargmann. Bis März 2013 moderierte er jeden Montag die Talksendung Lateline der ARD-Jugendwellen. Seit 2016 moderiert Krause mit Tina Padberg die Morgensendung auf Bremen Vier. Ende Dezember 2019 wurde bekannt, dass Krause im Frühjahr 2020 aufgrund einer Modernisierung des Senderkonzepts von Bremen Vier zu Bremen Eins wechseln wird. Seit Anfang Mai 2020 moderiert Krause zusammen mit Katharina Guleikoff und abwechselnd mit dem Duo Anja Kwijas und Olaf Rathje (seit Januar 2025) die Morgensendung auf Bremen Eins.
Krause lebt im Viertel.

### Bühne
Für die Comedyshow Die Nullnummer entwickelte Krause zusammen mit Peter Mack ein Bühnenprogramm. Er moderierte lokale Veranstaltungen wie auch die Haake-Beck-Badeinselregatta auf der Weser unter anderem mit Lou Richter und Jasmin Wagner. 2014/2015 war er zusammen mit Roger Willemsen und Annette Schiedeck auf Lesereise zu Willemsens Bestseller „Das Hohe Haus“.

### Musik
Im Rahmen der Nullnummer veröffentlichte er mehrere lokal erfolgreiche CDs. 2006 nahm er mit dem Team der Morgenshow für das Bremer Lichtermeer den Laterne-Song auf. Im Rahmen der von ihm entwickelten Aktion „Bürgermeister-Karaoke“ entstand 2008 der Song „5 kleine Fische“. Aufgrund der großen Hörerresonanz produzierte er selbst ein Video, welches innerhalb kürzester Zeit über 350.000 Zugriffe auf YouTube erreichte. Kurz darauf wurde das Lied als Single, deren Erlös dem WWF zufließt, bei iTunes veröffentlicht.

### Presse
Krause wurde regelmäßig in den lokalen Zeitungen in Bremen und Bremerhaven erwähnt. In der kostenlosen Anzeigenzeitschrift Bremen4u Paper veröffentlichte er Artikel in seiner Kolumne. Ebenfalls eine eigene Kolumne hatte er im Prinz Bremen, der sogenannten Juk-Box.

### Sportevent
Krause hat ein Pan-Pong-Open-Tischtennisturnier mit Bratpfannen veranstaltet, bei dem Hörer und Prominente gegeneinander antraten. Dafür trainierte er unter anderem mit Tischtennisprofi Timo Boll. Bratpfannenkönig 2006 wurde Krause selbst. Darüber hinaus war er auch Initiator des pferdelosen Springreitturniers „Hoppe hoppe Hörer“.

### Kurioses
Im Juli 2000 wurde Krause zum Ehrenbürger von Niens (32 Einwohner) ernannt, wo später auch eine Straße (Jens-Uwe-Krause-Allee) nach ihm benannt wurde.

## Veröffentlichungen
Comedy
- 1995: Die Nullnummer – Das Album
- 1996: Die Nullnummer – Purzel
- 1996: Die Nullnummer – Schnittenkönig (Maxi-CD)
- 1997: Die Nullnummer – Ploppende Colts
- 1997: Die Nullnummer – Ploppende Colts (Shape-CD)
- 1997: Die Nullnummer – Achtung, hier kommt Geier (Maxi-CD)
- 1999: Nuschelkopp
- 2004: Die Nullnummer – Säue vor die Perlen

Musik
- 2001: BSAG-Song (nur Download)
- 2002: Geschenke kommen an (Maxi-CD)
- 2006: Der Laterne Song (nur Download)
- 2008: Der Kleine Fische Song (nur Download)
- 2008: Wir sind die Eisbären (nur Download)
- 2012: Ich bin gerne hier! (nur Download)
- 2012: Der Tropfensong (nur Download)